# Colin Fielder
Colin Michael Raynor Fielder (sinh ngày 5 tháng 1 năm 1964) là một cựu cầu thủ bóng đá người Anh thi đấu cho Aldershot Town, Farnborough Town, Slough Town, Woking và Yeovil Town. Trong sự nghiệp he thi đấu ở vị trí tiền vệ.